# Acvilă porumbacă

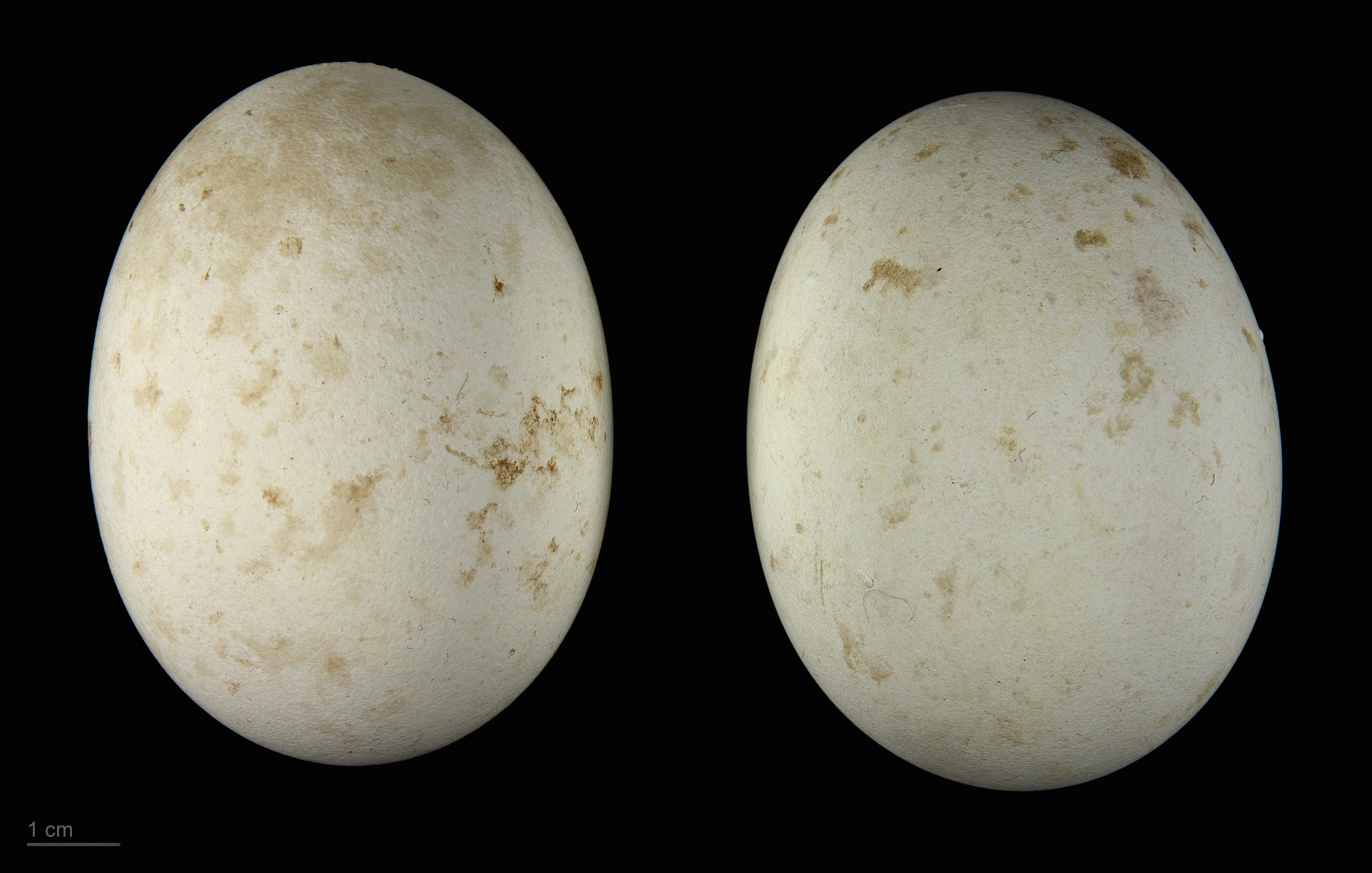
Ouă de acvilă porumbacă - MHNT

Acvila porumbacă (Aquila fasciata, înainte cunoscută și sub numele de Hieraaetus fasciatus) este o pasăre de pradă din familia Accipitridae. În engleză este cunoscută sub denumirea de Bonelli´s Eagle sau acvila lui Bonelli.
Este o pasăre de pradă de zi de aproximativ 70 cm. lungime, cu o greutate între 1600 și 2200 grame. De aspect mare și puternic, adulții au partea posterioară de culoare maron și părțile inferioare mai deschise, alb-gălbui cu linii închise.
Vânează iepuri, porumbei, prepelițe și șopârle. Își face cuibul în zone stâncoase și foarte rar în arbori.
Este sedentară, dar cu răspândirea tinerilor indivizi. Este o specie amenințată și cu un grav regres. Cablurile de înaltă tensiune, braconajul și stresul provocat în locul unde își crește puii sunt cele mai mari pericole.
Este răspândită în jurul Marii Mediterane. În anii 1980 recensământul acestei specii in Europa era de 815 și 891 perechi, cea ce arată un considerabil declin, acest fapt o converteste într-o specie de interes special.